# シモン・ボリバル国際空港 (コロンビア)
シモン・ボリバル国際空港 (シモンボリバルこくさいくうこう)は、コロンビアのサンタ・マルタ郊外にある国際空港。カリブ海に面している。革命家シモン・ボリバルの名を冠する。

## 主な航空会社
- アビアンカ航空
- イージーフライ
- LATAM コロンビア
- ビバエア・コロンビア
- コパ航空

## 主な就航路線
国内線: ボゴタ、メデジン、カリ、ペレイラ、ブカラマンガ
国際線: パナマシティ